# Jeff Garlin
Jeffrey "Jeff" Garlin, född 5 juni 1962 i Chicago i Illinois, är en amerikansk stand-up-komiker, skådespelare, röst-skådespelare, regissör, författare och podcast-värd. Han är bland annat känd för sin roll som Jeff Greene i HBO:s TV-serie Simma lugnt, Larry!.

## Filmografi i urval
- 1999 – Austin Powers: The Spy Who Shagged Me
- 1999 – Larry David: Curb Your Enthusiasm
- 2000–2024 – Simma lugnt, Larry! (TV-serie) (115 avsnitt)
- 2002 – The Third Wheel
- 2003 – Dagispapporna
- 2004 – After the Sunset
- 2005–2013 – Arrested Development (TV-serie) (11 avsnitt)
- 2006 – I Want Someone to Eat Cheese With (manus, regi och roll)
- 2006 – Hooked
- 2006 – This Filthy World (regi)
- 2007 – Trainwreck: My Life as an Idoit
- 2008 – Strange Wilderness
- 2008 – WALL-E (röst)
- 2008 – The Rocker
- 2010 – Toy Story 3 (röst)
- 2011 – Toy Story - Semester på Hawaii (röst; kortfilm)
- 2011 – Bilar 2 (röst)
- 2012 – Safety Not Guaranteed
- 2012 – Sin Bin
- 2012 – ParaNorman (röst)
- 2013 – In a World...
- 2013–2014 – The Goldbergs (TV-serie) (25 avsnitt; pågående)
- 2019 – Toy Story 4 (röst)